# Серфати, Росалинда
Росалинда Серфати (исп. Rosalinda Serfaty; род. 24 апреля 1965 Буэнос-Айрес) — венесуэльская актриса.

## Биография
Карьера Росалинды Серфати началась в 1976 году с главной роли в спектакле «Спящая красавица» в детском театре Las Palmas. Под руководством режиссёра Сесара Сиерра она сыграла в таких спектаклях, как «Питер Пэн», «Волшебная флейта», «Субботние рассказы» и многие-многие другие. После успеха «Спящей красавицы» Серфати предложили сняться в рекламе косметического мыла. С этих пор началась её карьера модели. Предложения сняться в рекламе сыпались одно за другим. В это же время Росалинда Серфати поступает в Католический Университет Андреса Бельо на отделение "Связи с общественностью", по окончании которого стала работать редактором новостного канала CNN. Здесь она познакомилась с Аркимедесом Риверо – известным продюсером телекомпании Веневисион. Именно он предложил ещё юной актрисе роль Исамар Медины в теленовелле «Реванш», которая принесла Росалинде Серфати мировую известность, любовь и признание миллионов телезрителей.
О своей работе в «Реванше» Серфати говорит так: "Это наиболее яркая и профессиональная роль в моей жизни. Я проявила в этой роли не только все свои актерские способности, но и вложила в образ Исамар все свои чувства. Моя героиня стала родной для меня и мне было очень больно расставаться с ней, когда сериал закончился".

## Личная жизнь
Разведена, 2 дочери.

## Фильмография

### Теленовеллы
- La Revancha (Реванш) (1989) - Исамар Медина
- Mundo de fieras (Жестокий Мир) (1991) - Джоселин Паласио де Бустаманте
- Peligrosa (Опасная) (1994) - Элиза
- Pecado de amor (Грешная любовь) (1995) -  Алисия,адвокат.
- Luz María (Лус Мария) (1998) - Анхелина
- Amantes de Luna Llena (Полуночные любовники) (2000) - Валентина Линарес
- La niña de mis ojos (Моя ненаглядная девочка) (2001) - Камила Оливарес Сукре
- La invasora (Захватчица) (2003) - Алисия Фуэнтес Мансо
- Sabor a ti (Твой вкус) (2004) - Андреина Обрегон
- Con toda el alma (Со всей душой) (2005) - Ана Сесилия
- Natalia del Mar (Морская Наталья) (2011) - Ирене Лопес